# Уилям Реди
Уилям Френсис Реди (на английски: William Francis Readdy) е астронавт на НАСА, участник в три космически полета.

## Образование
Уилям Реди завършва колежа McLean High School в Маклийн, Вирджиния, през 1970 г. През 1974 г. завършва Военноморската академия на САЩ в Анаполис, Мериленд с бакалавърска степен по аерокосмическо инженерство.

## Военна служба
Уилям Реди постъпва на активна военна служба в USN през 1974 г., като пилот на щурмови самолет А-6 Интрюдър. Зачислен е в атакуваща ескадрила 85 на самолетоносача USS Forrestal (CV-59). От 1976 до 1980 г. плава в Северния Атлантик и Средиземно море. През 1981 г. завършва школа за тест пилоти в Мериленд. През 1984 г. е назначен като инструктор на самолетоносача USS Coral Sea (CV-43). В кариерата си има повече от 7000 полетни часа на 60 различни типа самолети и хеликоптери, както и 550 кацания на палубата на самолетоносач.

## Служба в НАСА
Уилям Реди постъпва на служба в НАСА през октомври 1986 г. като пилот на специалния самолет Боинг 747, който транспортира космическата совалка. На 5 юни 1987 г. е избран за астронавт от НАСА, Астронавтска група №12. Участник е в три космически полета и има 672 часа в космоса.

### Космически полети
| Космически полети на Уилям Френсис Реди                          | Космически полети на Уилям Френсис Реди | Космически полети на Уилям Френсис Реди | Космически полети на Уилям Френсис Реди | Космически полети на Уилям Френсис Реди | Космически полети на Уилям Френсис Реди | Космически полети на Уилям Френсис Реди |
| №                                                                | Дата                                    | КК                                      | Емблема на мисията                      | Функции                                 | Продължителност                         |                                         |
| ---------------------------------------------------------------- | --------------------------------------- | --------------------------------------- | --------------------------------------- | --------------------------------------- | --------------------------------------- | --------------------------------------- |
| 1                                                                | 22 януари 1992                          | „Дискавъри“, мисия STS-42               |                                         | Специалист на мисията                   | 8 денонощия 01 час 14 мин. 44 сек.      |                                         |
| 2                                                                | 12 септември 1993                       | „Дискавъри“, мисия STS-51               |                                         | Пилот                                   | 9 денонощия 20 часа 11 мин. 11 сек.     |                                         |
| 3                                                                | 16 септември 1996                       | „Атлантис“, мисия STS-79                |                                         | Командир                                | 10 денонощия 03 часа 19 мин. 28 сек.    |                                         |
| Сумарно време в космоса – 28 денонощия 00 часа 45 минути 23 сек. |                                         |                                         |                                         |                                         |                                         |                                         |

## Награди
- Легион за заслуги;
- Летателен кръст за заслуги;
- Медал за похвална служба;
- Медал за похвала на USN;
- Медал за заслуги на USN;
- Медал на флотските експедиционни сили;
- Медал за служба в националната отбрана;
- Медал на експедиционните сили;
- Медал на резерва на USN;
- Медал на НАСА за изключителна служба;
- Медал на НАСА за изключителни постижения;
- Медал на НАСА за изключително лидерство.
- Медал на НАСА за участие в космически полет (3).